# Theodor Sederholm

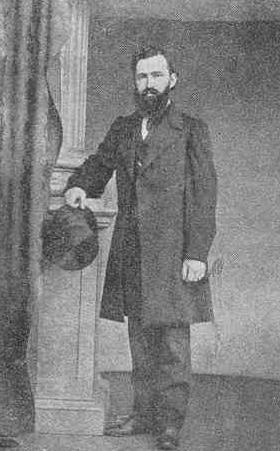
Theodor Sederholm.

Claes Theodor Sederholm, född 9 januari 1832 i Mäntsälä, Nylands län, död 21 augusti 1881 i Helsingfors, var en finlandssvensk publicist. Han var far till Jakob Johannes Sederholm.

## Biografi
Sederholm blev den 12 februari 1851 student vid Helsingfors universitet, men ägnade sig efter en studieresa till utlandet åt bokhandels- och förlagsverksamhet i Helsingfors och var dessutom amanuens vid akademiska konsistoriet. 
Han utgav ett häfte Smärre dikter och berättelser (1858) och tre häften berättelser med titeln I Finland (1863-1867). Han medverkade flitigt i pressen, bland annat som Helsingfors Morgonblads sista redaktör de två sista månaderna av 1855, samt som grundare 1860 av månadsskriften Från nära och fjerran. Litteraturblad för Finlands qvinnor, vilken kom att uppgå i Helsingfors Dagblad, som han också var grundläggare av den 16 november 1861 och medarbetare i, tillsammans Edvard Bergh, Carl Gustaf Estlander, Otto Reinhold Frenckell och Robert Lagerborg.
På Sederholms förlag utkom den första samlade upplagan av Johan Ludvig Runebergs arbeten.